# Industrie minière en Iran

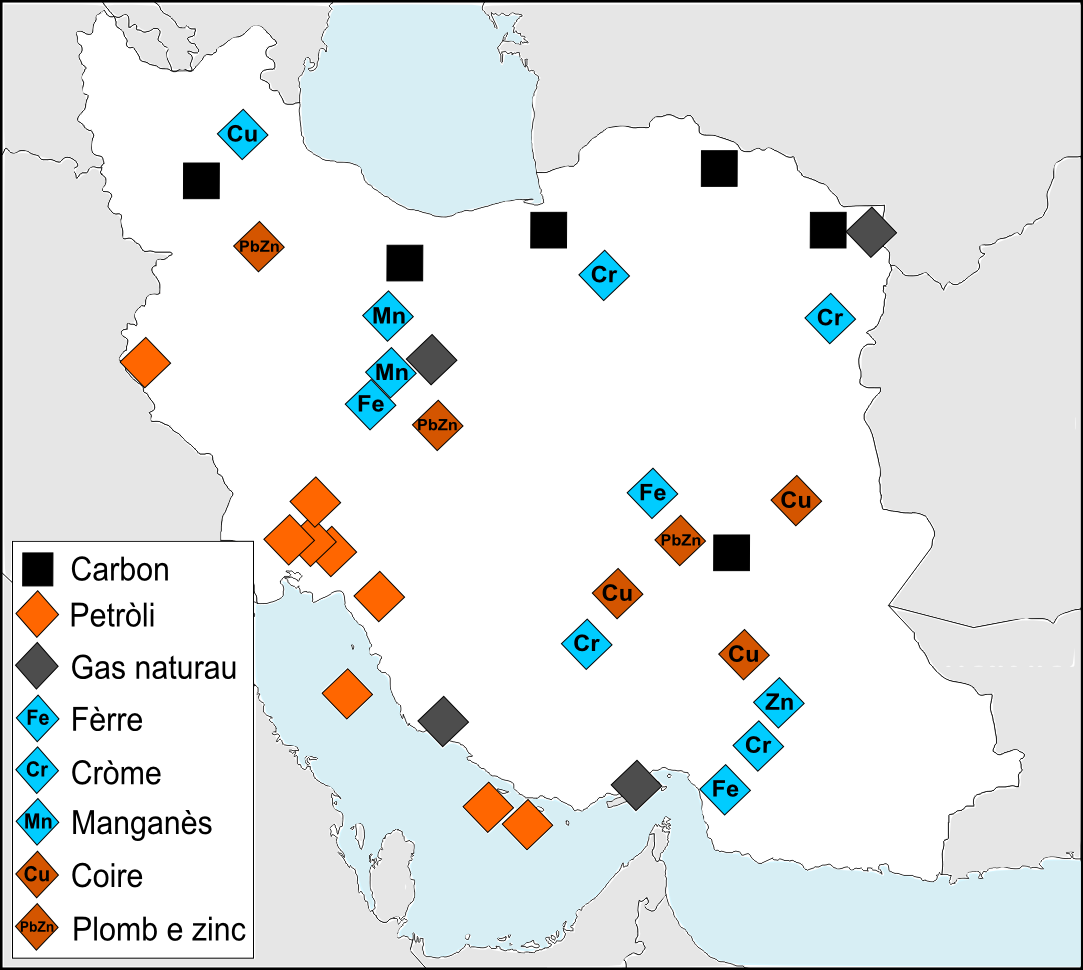
Ressources minières principales de l'Iran.

L'industrie minière de l'Iran  est très peu développée. La production de ce secteur contribue seulement à 0,6 % du PIB du pays. Si l'on ajoute d'autres industries d'extractions connexes, ce pourcentage atteint 4 %. Beaucoup de facteurs ont contribué à ceci, à savoir le manque d'infrastructures appropriées, des barrières légales, des difficultés d'exploration, et le contrôle par le gouvernement de toutes les ressources.
Bien que l'industrie du pétrole fournisse la majorité des revenus économiques, environ 75 % de tous les employés affectés à l'extraction dans le secteur minier travaillent dans les mines produisant des minerais autres que le pétrole et le gaz naturel. Ces mines produisent du charbon, du minerai de fer, du cuivre, du plomb, du zinc, du chrome, de la barite, du sel, du gypse, du molybdène, du strontium, de la silice, de l'uranium, et de l'or (plus comme produit secondaire issue des opérations du complexe d'extraction du cuivre de Sar Cheshmeh). Les mines de Sar Cheshmeh, dans la province de Kerman contiennent le second filon le plus grand du monde de minerai de cuivre (5 % du total mondial). 128 500 tonnes environ ont été extraites en 2000-2001.
Les grands gisements de minerai de fer se situent en Iran central, près de Bafq, Yazd, et Kerman.
L'Iran produit également des composés de l'arsenic comme l'orpiment ou le réalgar, de l'argent, de l'amiante, du borax, du ciment hydraulique, des argiles (bentonite, industrielle, et kaolin), de la diatomite, du feldspath, de la fluorine, de la turquoise, du sable industriel ou de verre (quartzite et silice), de la chaux, de la magnésite, de l'azote (extrait de l'ammoniaque et de l'urée), de la perlite, de l'ocre naturel des pigments minéraux à base d'oxide de fer, des matériaux issus de roches volcaniques ainsi que de la soude caustique, de la pierre (y compris granit, marbre, travertin, dolomite, et pierre à chaux), de la célestite, des sulfates naturels (sulfate d'aluminium de potassium et sulfate de sodium), et du talc.

## Investissements étrangers
Le gouvernement possède 90 % de toutes les mines et grandes industries reliées en Iran et cherche des investissements étrangers pour le développement du secteur de l'extraction. Dans les seuls secteurs de l'acier et du cuivre, le gouvernement cherche à augmenter autour d'1,1 milliard de dollars, le financement étranger. Au début des années 1990, la méthode de rachat des transactions (le gouvernement rachète le projet industriel après que l'investisseur direct étranger ait récupéré son investissement initial dans le projet plus un bénéfice prédéfini) a été présentée pour éviter les contraintes constitutionnelles sur l'investissement étranger et pour éviter des difficultés politiques potentielles dans le pays. C'est le fameux système du Buy-Back. Cet arrangement a le soutien gouvernemental car c'est un moyen efficace d'attirer le capital étranger, les services et les expertises techniques, tout en réduisant les importations étrangères et en augmentant les exportations. Si le gouvernement iranien réussit à accomplir son plan sur 20 ans pour améliorer le secteur de l'exploitation du pays, un coût estimé de vingt milliards de dollars, la plupart du temps en investissement étranger, sera exigé.
Les projets habilités aux accords de rachat et aux équipements de prêt étranger sont :
- Projets visent à produire de l'aluminium
- Projets qui permettent la production de charbon, minerai de fer, acier, cuivre et pigments métalliques
- Projets ferreux autorisés et production d'or

L'Iran importe les équipements suivants pour soutenir son secteur de l'extraction :
- Équipement minier comme des Perceuses, des chargeurs et des pelles, bouteurs, niveleuses, camions et auxiliaires
- Équipement de services tel que l'équipement pour production d'air comprimé, pour le traitement de l'eau et des eaux résiduelles.
- Équipement mécanique comprenant l'équipement visant à la manipulation du minerai brut, au concassage, à la séparation et au traitement
- Équipement de laboratoire et d'atelier
- Équipement d'alimentation et de distribution d'énergie
- Des instruments de contrôle du processus industriel

La plupart des éléments électriques de fourniture d'eau, et de traitement des matières premières, ainsi que les aciéries et les équipements de stockage sont fabriqués localement. Il y a une demande de machines d'occasion de qualité en Iran. Jusqu'ici, faire des affaires en Iran a eu des connotations et implications politiques.